# 防空

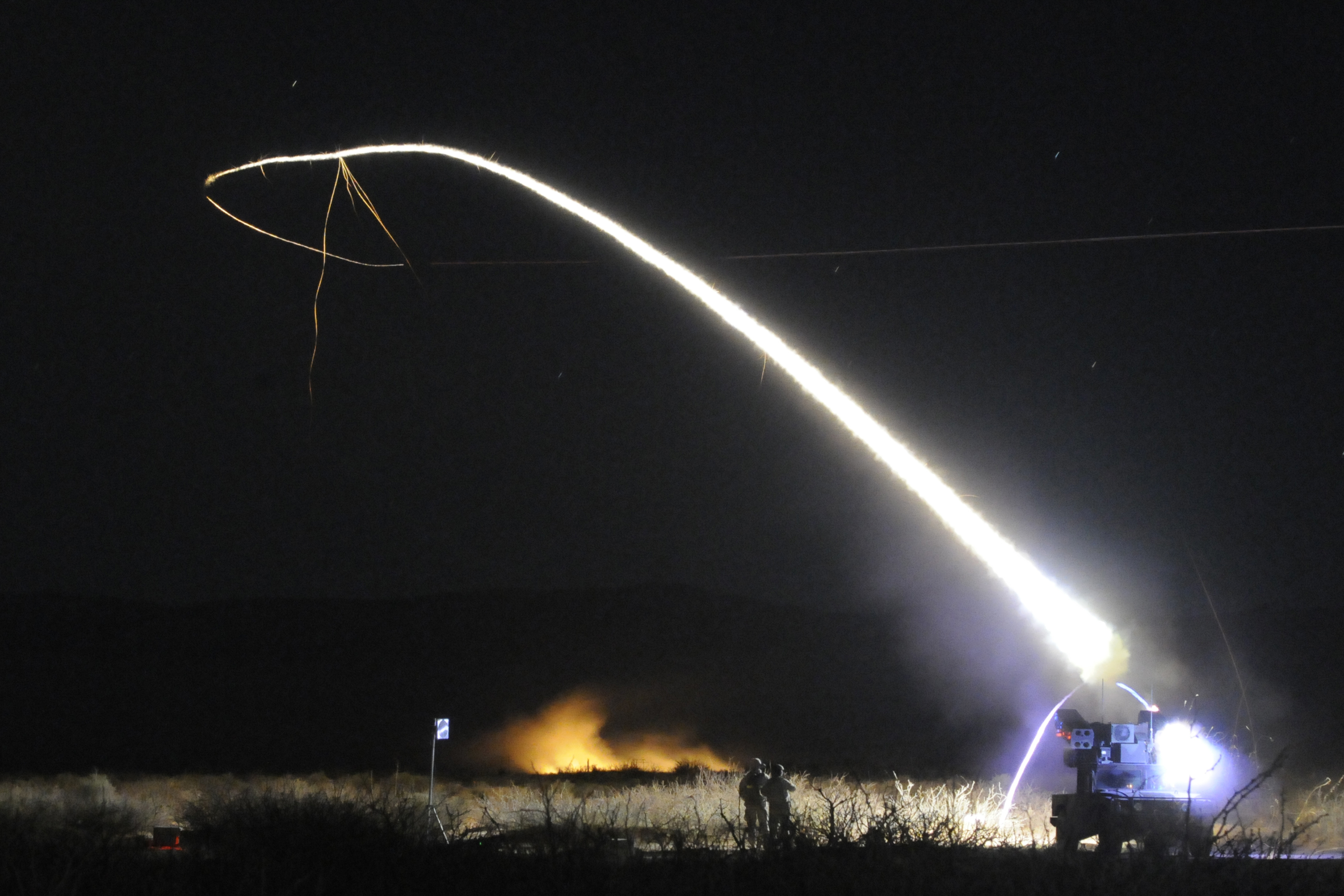
アベンジャーシステムによるターゲット・ドローンの撃墜

防空（ぼうくう、英語: Air defense）とは、攻撃してくる航空機やミサイルの破壊、ないしその効果の低減・無効化を目的とした防衛手段。アメリカ空軍では、対空戦における防勢作戦の一部と位置付けている。

## 国土防空
経空脅威の撃墜には、発見・捕捉・追尾・撃破の4段階のステップを踏むことになる。第一次世界大戦では要撃機をどのように管制してこれらのステップを効率的に遂行させるかについて試行錯誤が繰り返されたが、後期には、対空監視員の視覚・聴覚によって得た情報を電話によって管制所に集約し、作戦を立案したうえで無線機によって戦闘機に指示を伝えるという方式が登場し、航空警戒管制組織の萌芽となった。
戦間期には、目標の発見手法として聴音機が重視されていたが、1930年代頃より各国でレーダーの研究が進み、特にイギリスは早くから国土防空での活用を模索して、第二次世界大戦におけるバトル・オブ・ブリテンでその成果が生かされた。大戦末期のジェット機の登場で対応の迅速化が急務となったほか、冷戦の始まりとともに核兵器の脅威が重大問題となり、より高性能な早期警戒レーダーの配備が進むとともに、アメリカ合衆国の半自動式防空管制組織（SAGE）を端緒として、航空警戒管制組織の自動化・システム化が急がれた。また戦闘機を補完する長射程の対空兵器として地対空ミサイル（SAM）が登場し、アメリカ陸軍は1953年よりナイキ・エイジャックスを、また1959年にはアメリカ空軍もボマークを配備した。なおSAMは野戦防空にも用いられることから、アメリカ空軍が独立する際にSAMの運用を陸・空軍のどちらが担当するかが問題となったが、議論の結果、野戦防空用のものは陸軍、地域防空用のものは空軍と両者で分担することになった。
航空自衛隊では領空の外側に防空識別圏（JADIZ）を設定し、1958年より戦闘機の警戒待機（アラート）を開始して、必要に応じてスクランブル（対領空侵犯措置）を行っている。当初は陸上自衛隊の所属として導入計画が進んでいたナイキについても、航空警戒管制組織との連携が必要であることから、1962年の決定に基づいて空自に移管された。その後、ナイキJを経て、1989年よりパトリオットミサイルの導入が開始された。一方、基地の防空のためには、陸自に準じた短射程SAMや対空機関砲の配備も行われている。

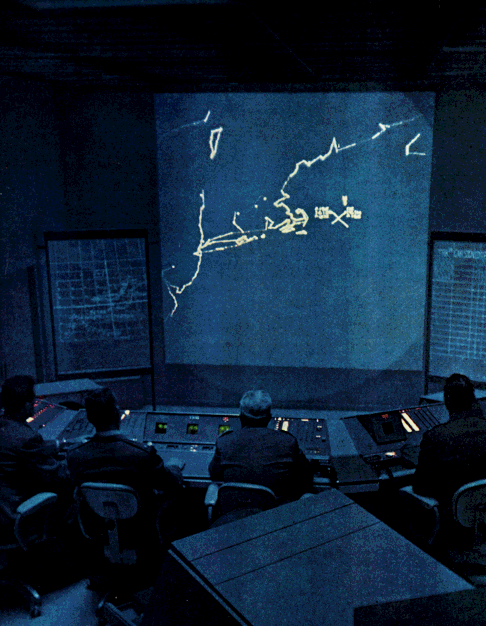
SAGEの管制室
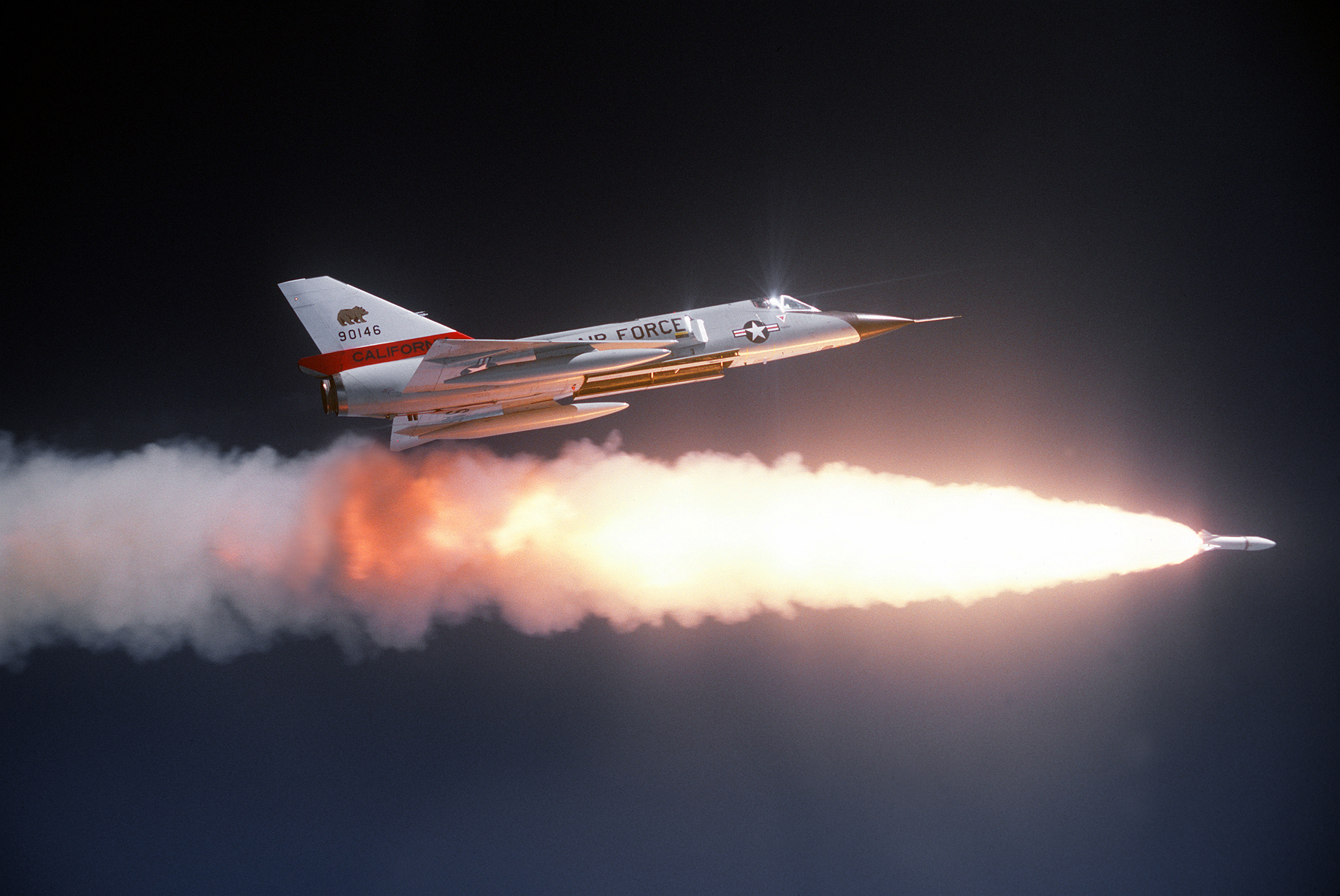
ジニーを発射するF-106
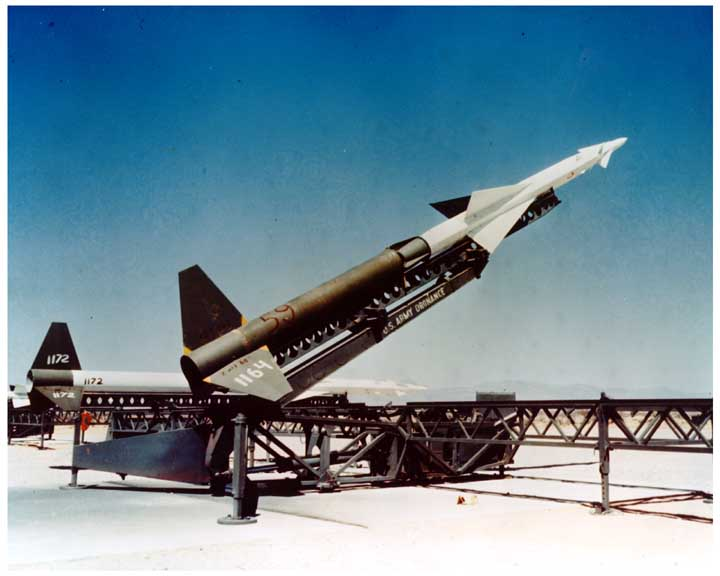
発射機上のナイキ・エイジャックス

## 野戦防空
普仏戦争で初めて登場して以降、高射砲はもっとも重要な対空兵器であり続けてきた。しかしSAMが登場すると、特に高・中高度においてはSAMへの移行が進み、例えばイギリス軍は1958年には中・大口径の対空砲をこれ以上改良しないことを決定して、SAMへの移行を加速させた。一方、SAMが登場した後でも、高度1,000メートル以下の低高度領域では対空機関砲がもっとも有効な対空兵器であり続けているが、システムの可搬性の面では、携帯式防空ミサイルシステム（MANPADS）など小型SAMのほうが優れている面もある。
理想的な防空システムを完成させるには、前後（縦深）と上下（高度差）方向に何層もの防空網を配置することが望ましい。アメリカ陸軍では、最前線（FLOT）付近はアベンジャーシステムなどを保有する短距離防空（SHORAD）部隊、その後方の支援地域などはパトリオットミサイルなどを保有する高・中高度防空 (HIMAD) 部隊が分担するという二段構えであるのに対し、ソビエト連邦軍では、MANPADSと長射程SAMの間にも、9K33（SA-8）や9K37（SA-11）など短・中射程のSAMを重層的に配備していた。これらの対空兵器は専門の部隊によって運用されるが、歩兵部隊なども自衛用としてMANPADSを保有する場合もあるほか、状況によっては小火器による対空射撃も行われる。
またアメリカ陸軍・海兵隊では、これらの能動的措置のほか、擬装や掩蔽などといった受動的措置も防空に含めている。野戦築城を行う場合、地上からだけでなく空中からの偵察にも対応できるように擬装を行う必要がある。地上部隊が航空攻撃に直面した場合、兵士や車両はできる限り広く散開し、掩蔽を求めて樹冠の下や急斜面、窪地などに退避したのちに、応戦することになる。

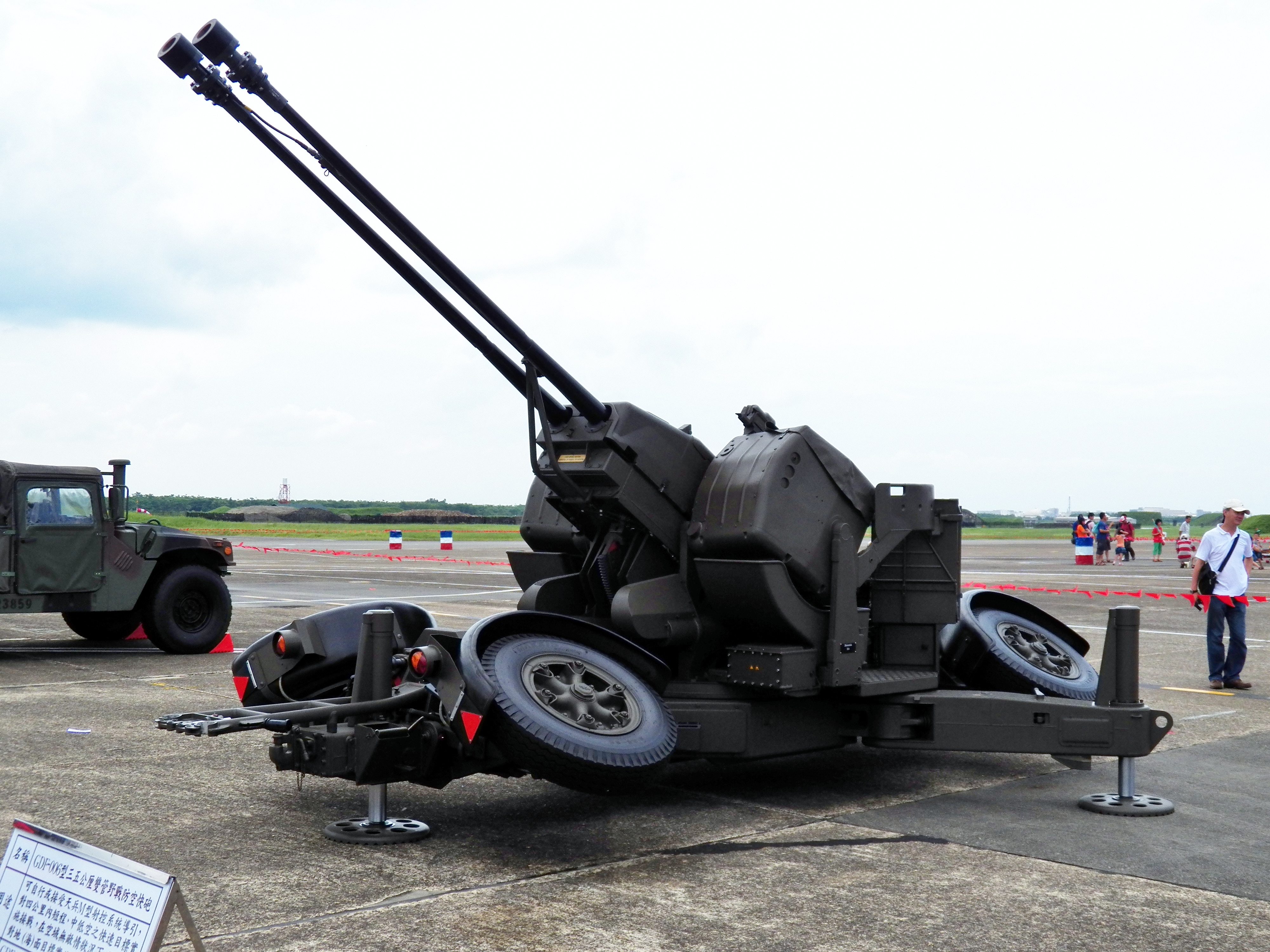
35mm2連装高射機関砲 L-90
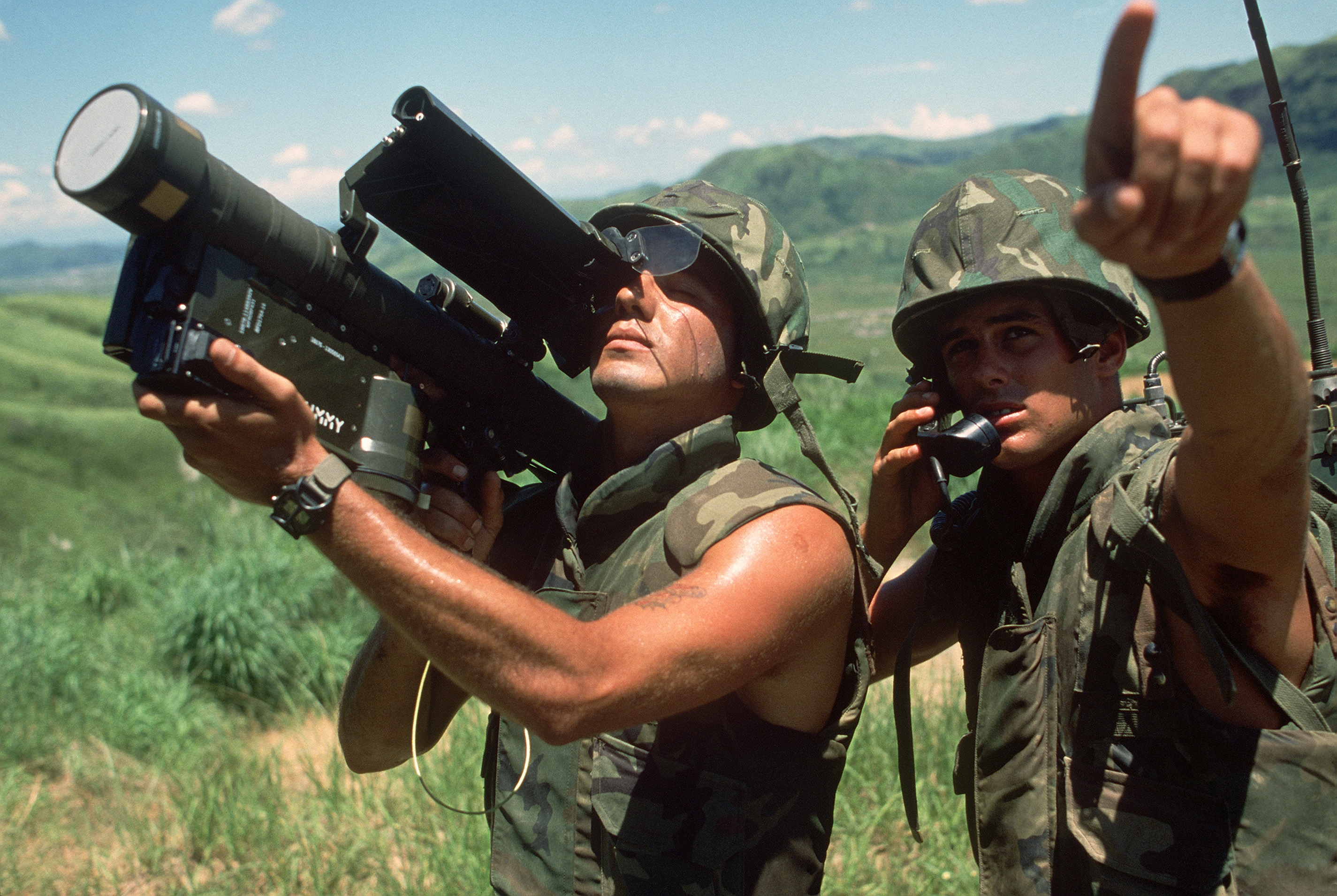
無線機からの情報によりスティンガーを構える海兵隊員
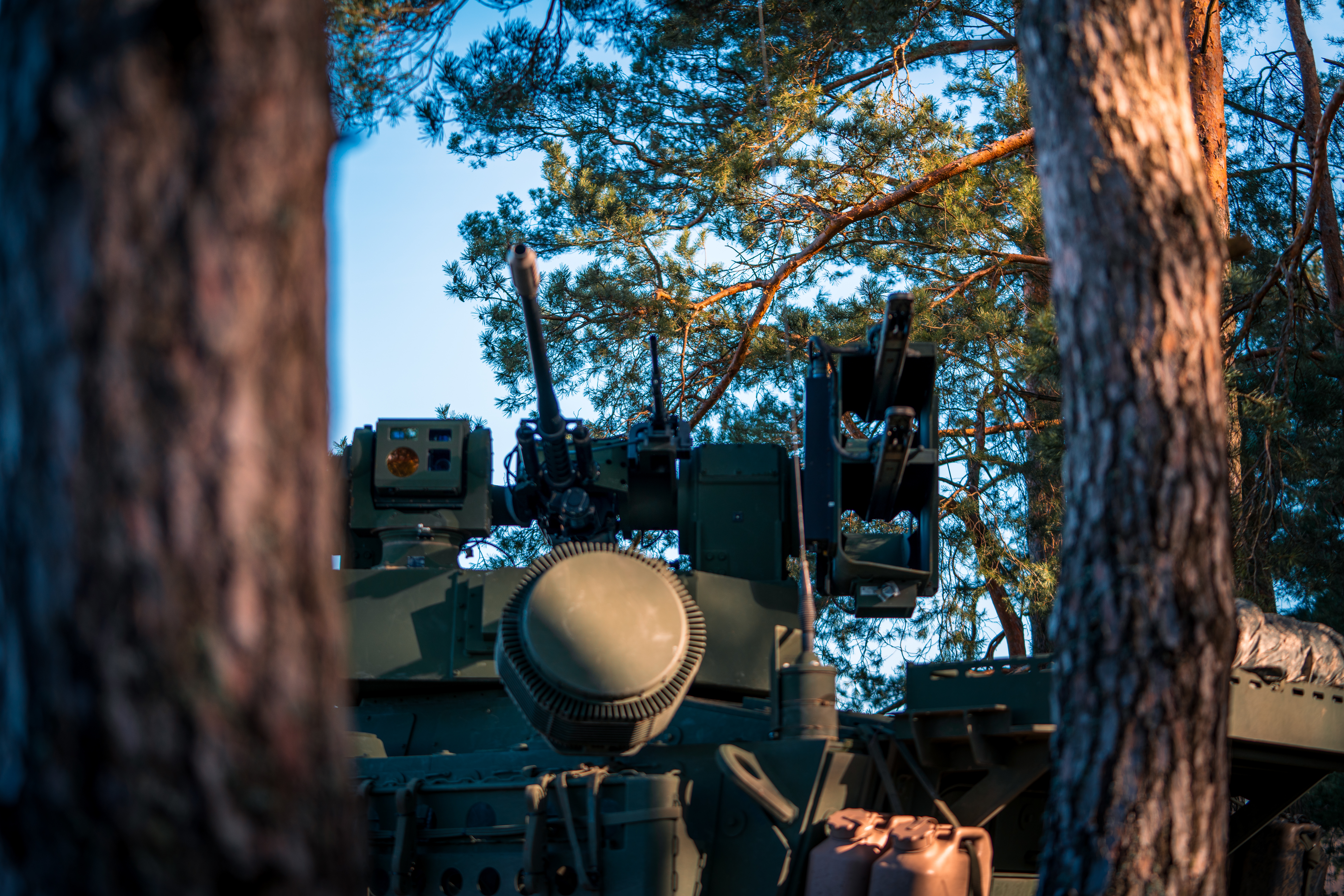
森林に潜伏する自走式SHORADシステム

## 洋上防空
洋上において艦隊が経空脅威から自らを防護する場合、その艦艇自身の装備（艦載機を含む）を組み合わせて構築された防空体制が主体となっており、これを艦隊防空（fleet air defense）と称する。一方、艦載機の運用能力を持たない艦船に対して地上基地からの航空援護を提供することは早くから行われていたが、OTHレーダーや早期警戒管制機（AWACS）が登場すると、艦載機の運用能力を有する艦船に対しても、その行動圏外での防空を陸上機によって補完することが可能となっており、このような艦艇部隊の外部を含む大きな枠組みでの広域防空体制を洋上防空（maritime air defense）と称するようになった。
艦隊防空においては、航空機によるアウター・ディフェンス・ゾーン（outer defense zone）、艦艇装備の対空兵器を組織化して運用するエリア・ディフェンス・ゾーン（area defense zone）、各艦ごとに自らの対空兵器によって防空を行うポイント・ディフェンス・ゾーン（point defense zone）の3つのゾーンにわけて縦深防御が行われる。第二次世界大戦後期のアメリカ海軍では、戦闘指揮所（CIC）を中核として艦上戦闘機や艦艇装備の対空兵器を組織化しての艦隊防空システムを構築した。これに対し、大日本帝国海軍では攻勢作戦を重視する一方で艦隊防空の観念が少なく、その戦法が確立していなかったため、珊瑚海海戦・ミッドウェー海戦での損失の原因となった。
その後、長射程の艦対空ミサイル（SAM）が実用化されるとこちらがエリア・ディフェンスの主役となった一方、対艦ミサイル防御（ASMD）の必要性がクローズアップされるとポイント・ディフェンス用兵器にCIWSが加わった。また海軍戦術情報システム（NTDS）の導入など、システム化も進められた。

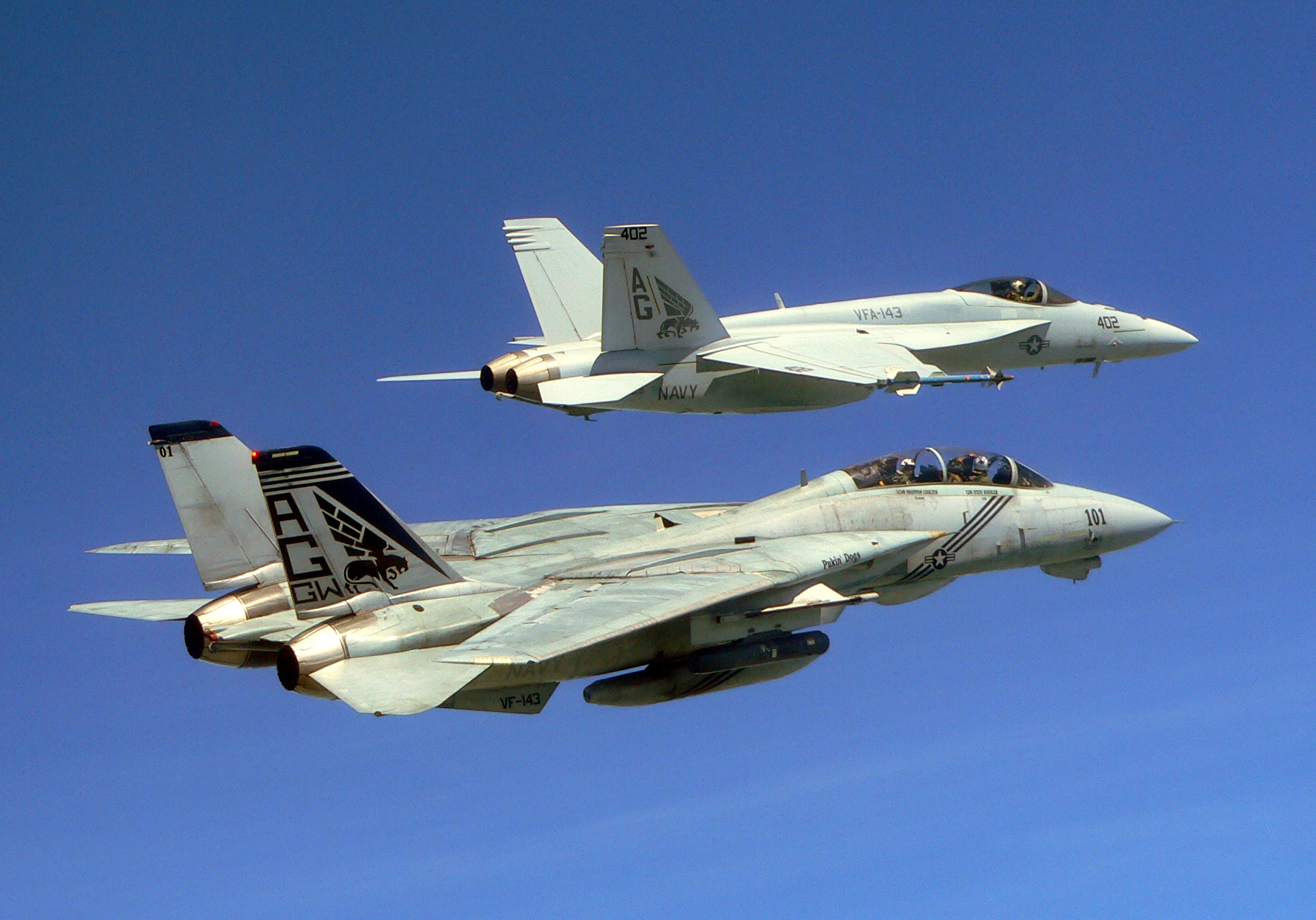
F-14艦上戦闘機とF/A-18E戦闘攻撃機
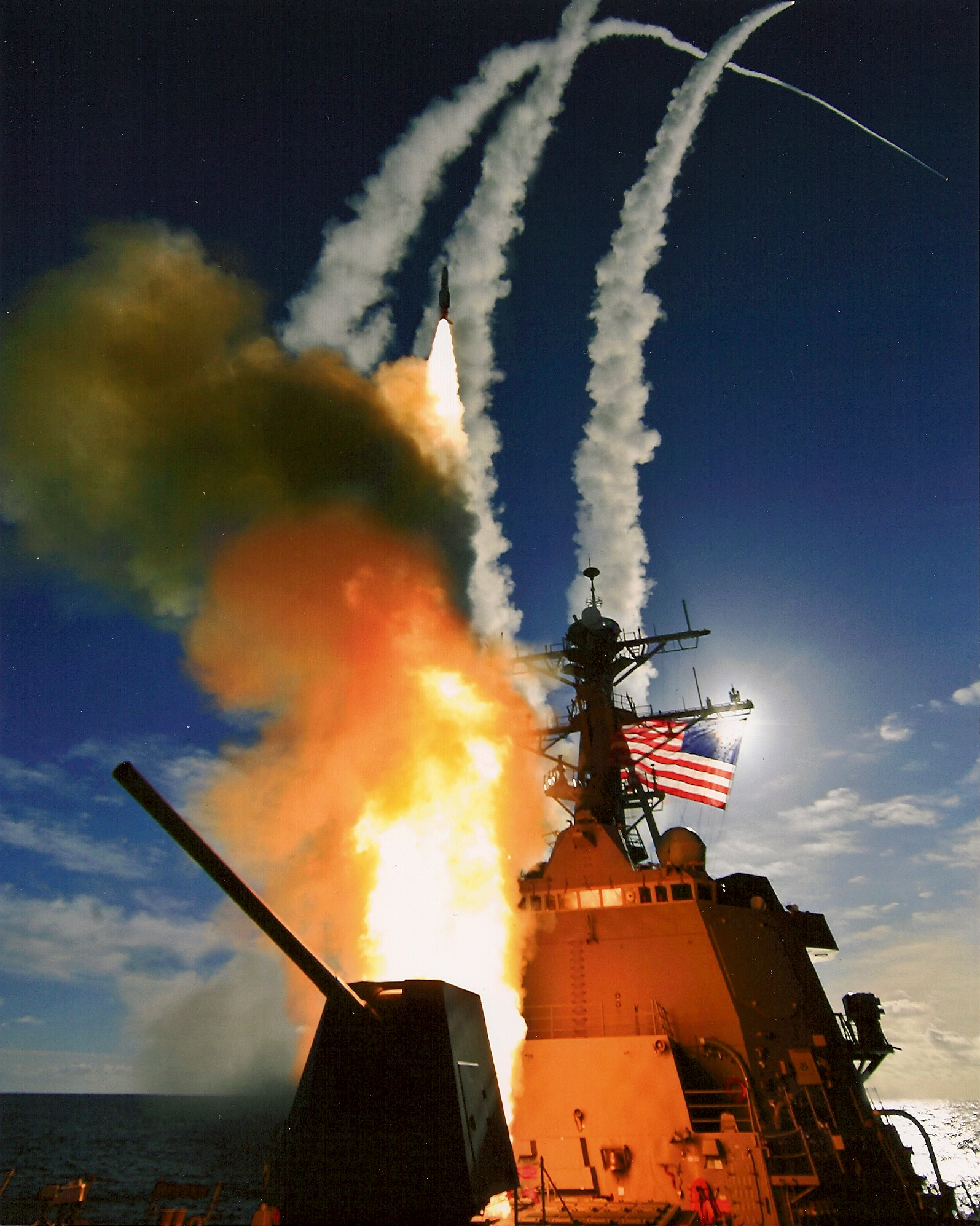
艦対空ミサイルを連続発射するアーレイ・バーク級ミサイル駆逐艦
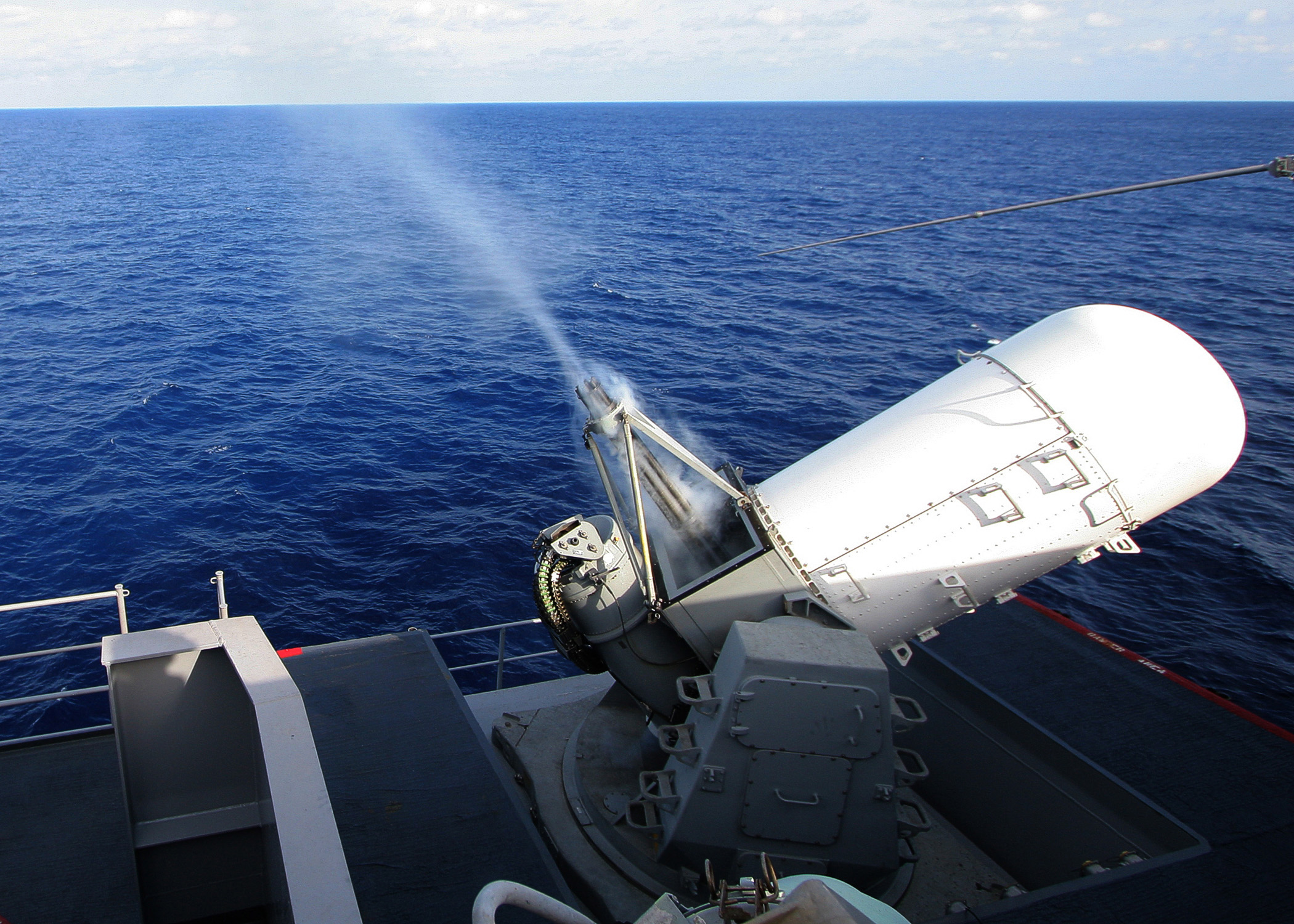
射撃中のファランクスCIWS